# Пещерные храмы Бадами
Пещерные храмы Бада́ми (англ. Badami cave temples, хинди बादामी गुफा मंदिर, канн. ಬಾದಾಮಿ ಗುಹಾಲಯಗಳು, IAST: Bādāmi) — комплекс из четырёх индуистских, джайнских и, как предполагают, буддийских пещерных храмов, расположенных возле небольшого городка Бадами в округе Багалкот в северной части штата Карнатака.
Пещеры считаются образцом пещерной храмовой архитектуры периода ранних династий Чалукья. Комплекс датируется VI веком нашей эры. Точное время создания храмов не известно, однако в третьей пещере есть настенная надпись, гласящая, что посвящение храма состоялось в 578—579 годах. Время строительства свидетельствует о том, что пещеры являются одними из старейших индуистских пещерных храмов в мире. Кроме того, они определяют эпоху раннего поклонения Махавишну.
С 2015 года храмовый комплекс находится в предварительном списке объектов всемирного наследия ЮНЕСКО под названием «Эволюция храмовой архитектуры: Айхоле-Бадами-Паттадакал.

## Происхождение и монументальное искусство храмов

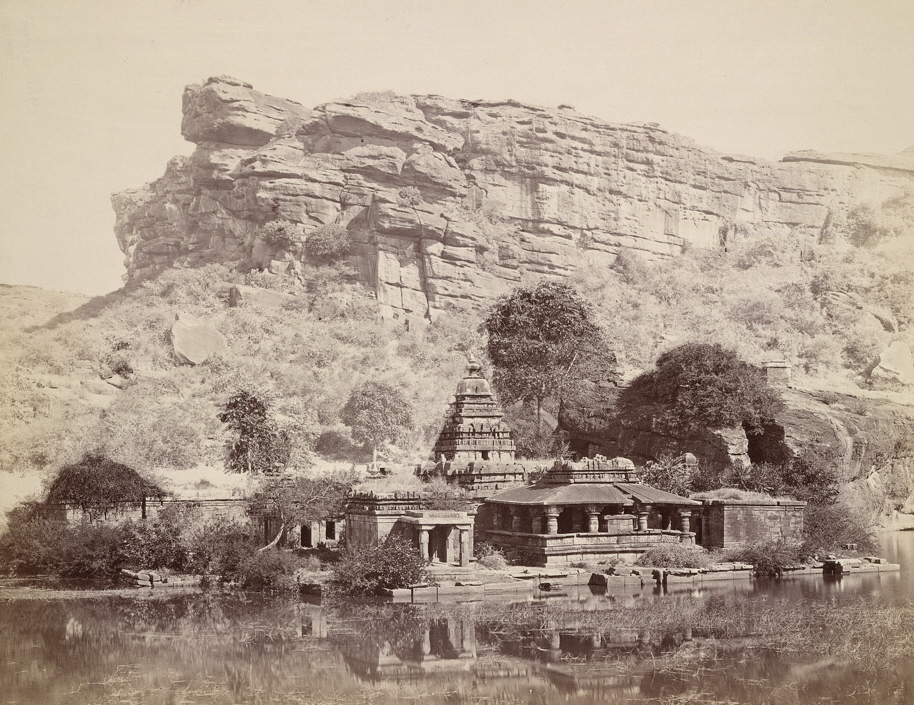
Фотография скал возле Бадами в 1880-х годах

Храмы строились под патронажем западной династии Чалукья (с VI по VIII века). В период Чалукья город Бадами был известен как Ватапи (Vataapi), столица династии Чалукья. Первый правитель Чалукья, Пулакешин I, заложил столицу для своего княжества ещё около 543/544 года. Княжество нуждалось в символах своего процветания и могущества, в результате чего рядом со столицей появились пещерные святилища. Четыре храма Бадами построены сыном Пулакешина I, Киртиварманом (правил в 567—598 годах) и его братом Мангалеша I (правил в 598—610 годах).

Бадами расположен на западном берегу озера Агастья, окруженного земляным валом и каменными ступенями. Пещерные храмы представляют собой образец первых индуистских храмов в Декане. Вместе с храмовым комплексом в Айхоле они считаются «колыбелью храмовой архитектуры», в последующем повлиявшей на архитектуру более поздних индуистских храмов в других частях Индии.

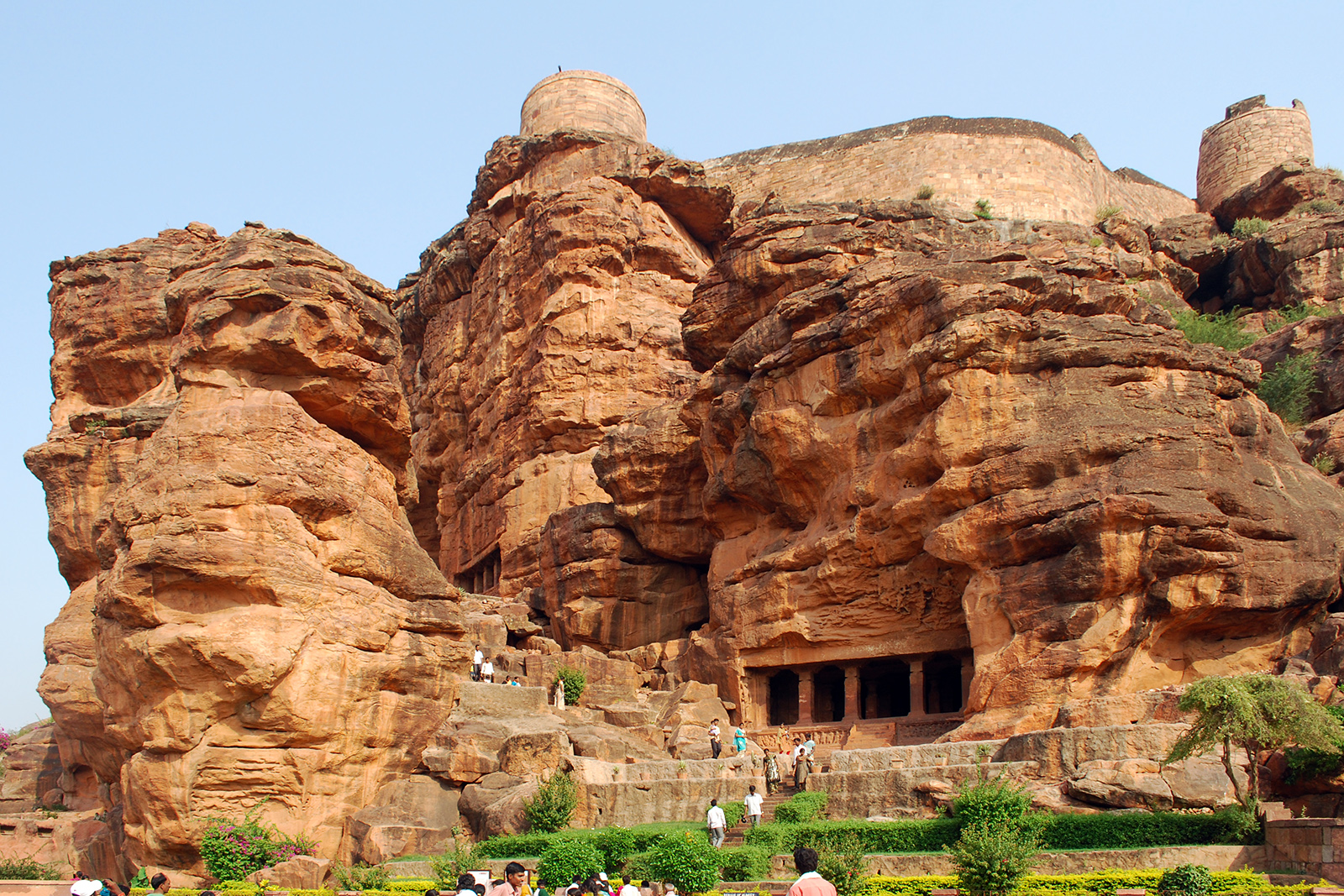
Вход в пещеры Бадами, фотография 2010 года

Комплекс включает четыре пещеры, находящиеся на откосе скалы и вырубленные в мягком красном песчанике. Все пещеры прекрасно сохранились и доступны для посетителей. В первой пещере среди различных скульптур индуистских божеств выделяется танцующий Шива-Натараджа. Здесь же можно увидеть 81 позу его космического танца. Вторая пещера повторяет структуру и площадь первой, однако она посвящена Вишну. Пещера сохранила изображения Вишну, его воплощений, Гаруды и эпические сюжеты из Пуран. В ней находится знаменитый барельеф Вишну в форме Тривикрамы, охватывающего тремя шагами Вселенную. Третья пещера является самой большой, в ней представлена мифология, связанная с Вишну. В ней высечены каменные изваяния аватар Вишну, пещера содержит настенные росписи, изображающие свадьбу Шивы и Парвати, а также другие сюжеты из жизни богов. Четвертая пещера выбита в скале джайнами, ее наполняют фигуры тиртханкаров. Джайнская пещера является самой поздней и датируется XII веком. Она аскетично декорирована, в глубине пещеры находится большая статуя Бахубали.
В 2013 году представитель властей штата Карнатака сообщил об открытии ещё одной пещеры естественного происхождения. Пятая пещера расположена в 500 метрах от четырех основных пещер на вершине огромного валуна, из-под которого круглогодично бьёт источник воды. В ней найдены 27 барельефов, изображения Вишну и других индуистских божеств.

## Местонахождение

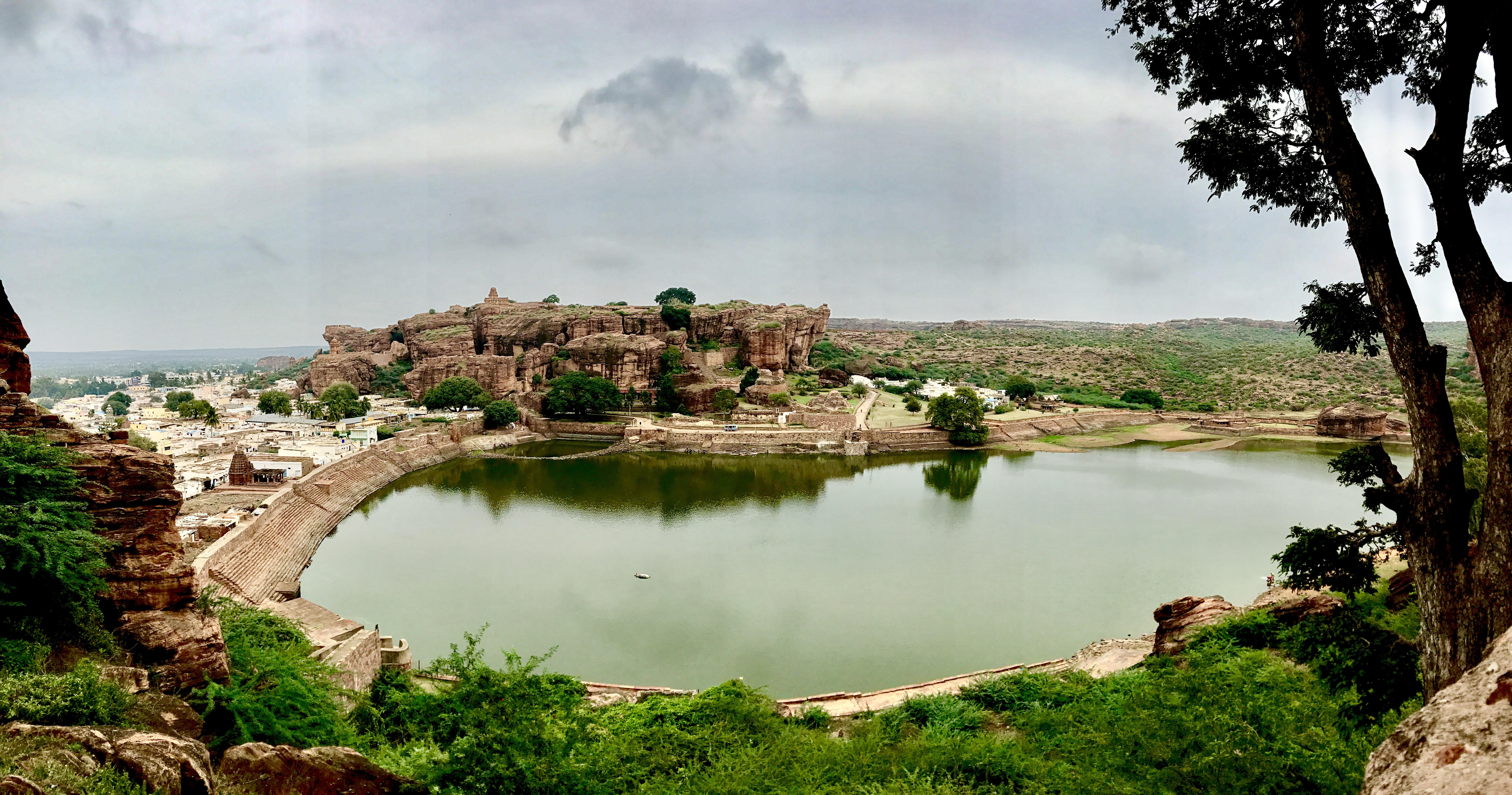
Панорама города Бадами, озера Айхола и пещерных храмов

Пещерные храмы Бадами находятся в 142 км. к востоку от Белгави (Belgavi) и в 140 км к северо-западу от Хампи. Недалеко от Бадами в 5 км. протекает река Малапрабха (Malaprabha). Пещерные храмы находятся в 23 км. от объекта всемирного наследия ЮНЕСКО, группы храмов Паттадакала, и в 35 км. от Айхола, ещё одного места с древними памятниками индуизма, джайнизма и буддизма.
Логистика до Бадами достаточно сложная. Железнодорожный вокзал Бадами находится в 4 км. от города. Железнодорожная ветка соединяет городок с Гадагом, Хубли и Биджапуром. Здесь останавливаются только пассажирские поезда, следующие со всеми остановками. От вокзала Бадами до пещер можно добраться на авторикше. Рейсовые автобусы соединяют Бадами с окрестными историческими местами: Айхоле, Паттадакал, Хоспет, Хампи.

## Галерея

Шиваистская пещера №1
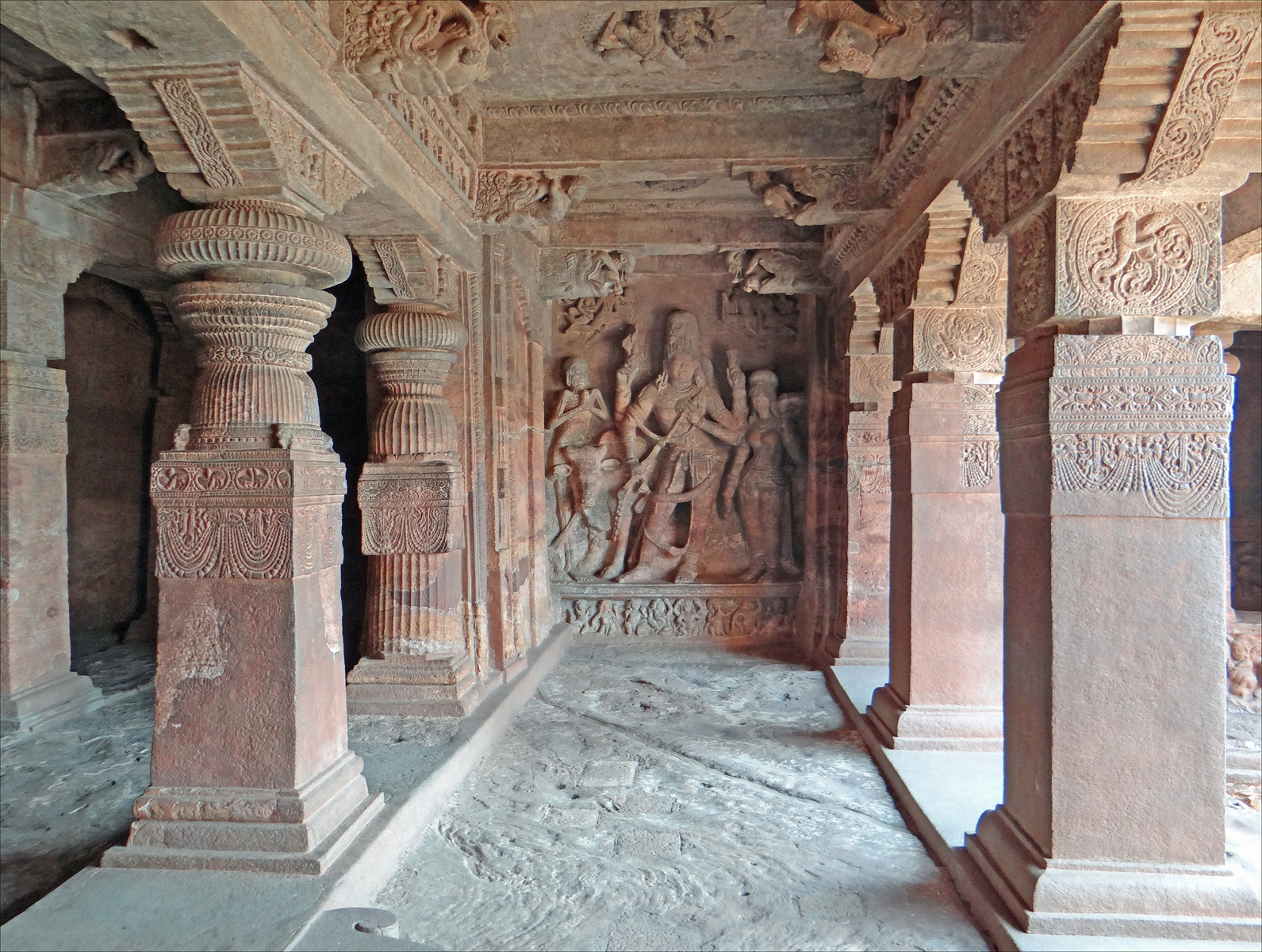
Шива-Ардханари на правой стене веранды
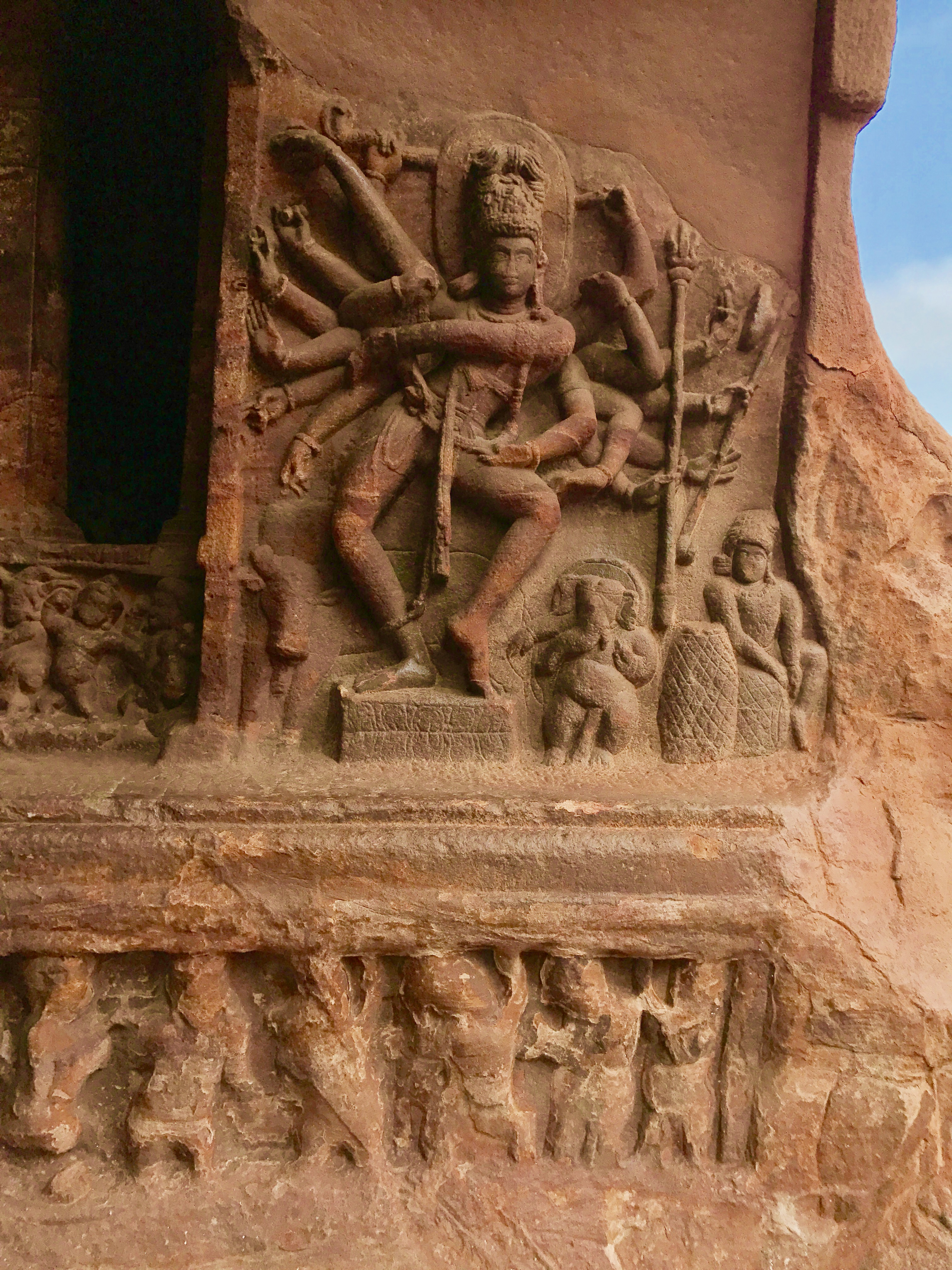
Шива-Натараджа c 18 руками в окружении Нанди, Ганеши и музыканта
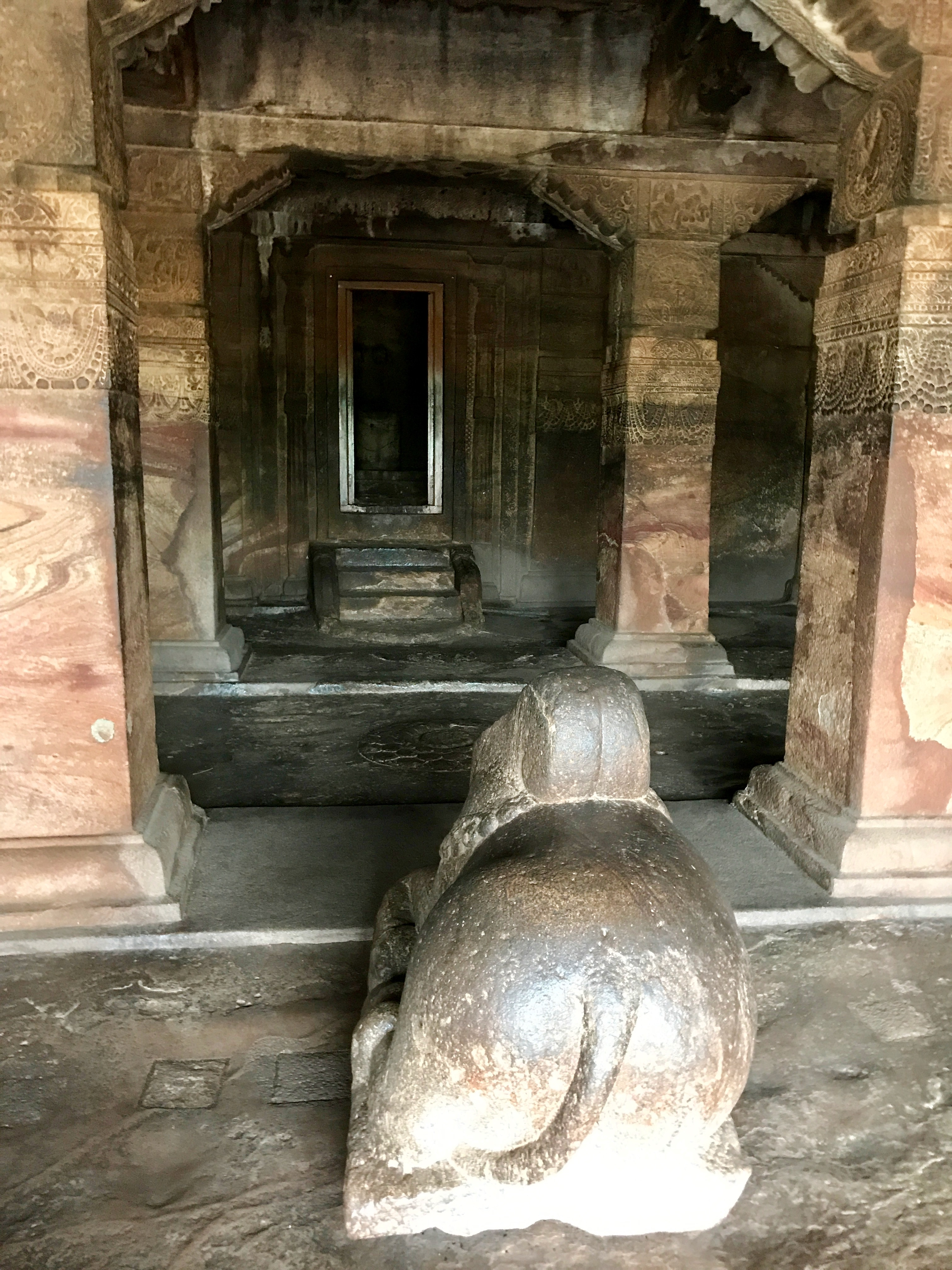
Нанди, стоящий перед входом в святилище Шивы
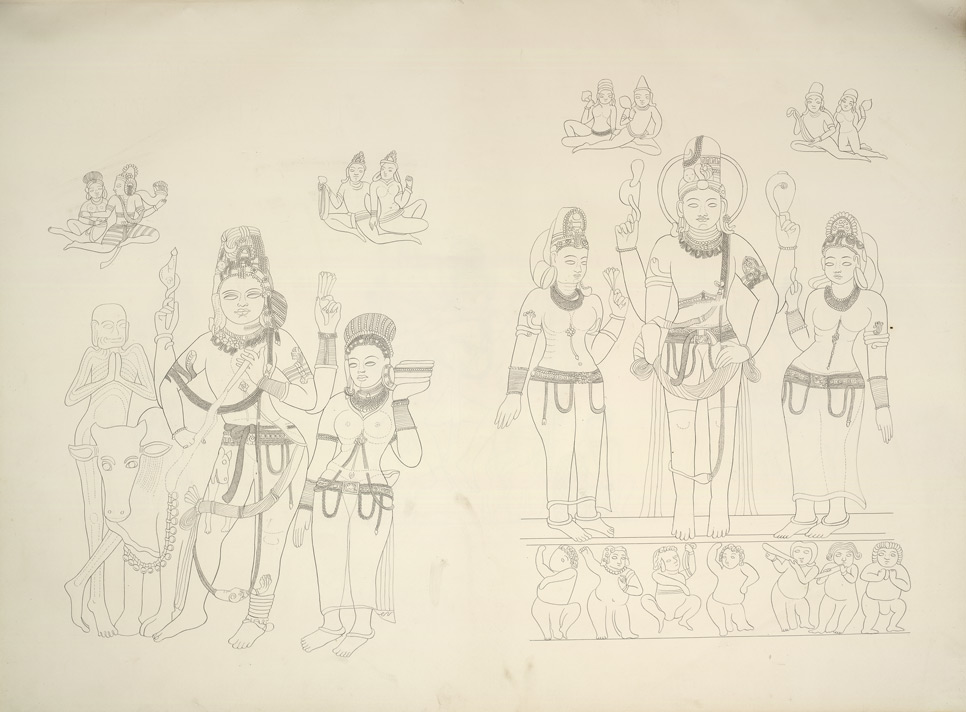
Зарисовки изваяний от 1853 года: Ардханари (Шива-Парвати) и Харихара (Вишну-Шива)
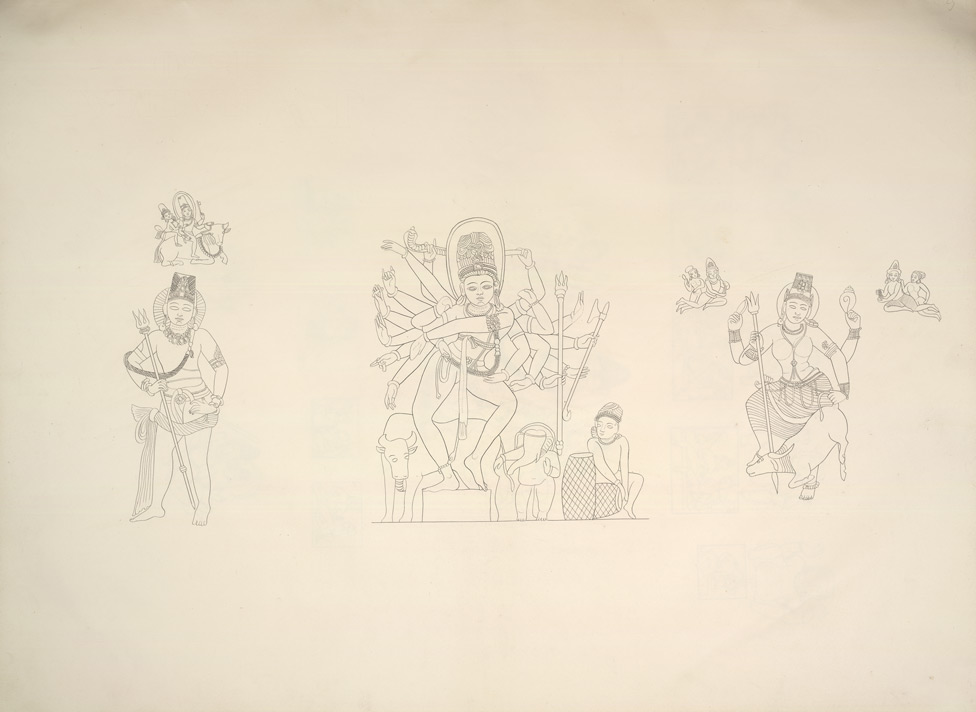
Зарисовки изваяний от 1853 года: дварапала Шивы, Шива-Натараджа и Махишасура Мардини (Дурга)

Вайшнавская пещера №2
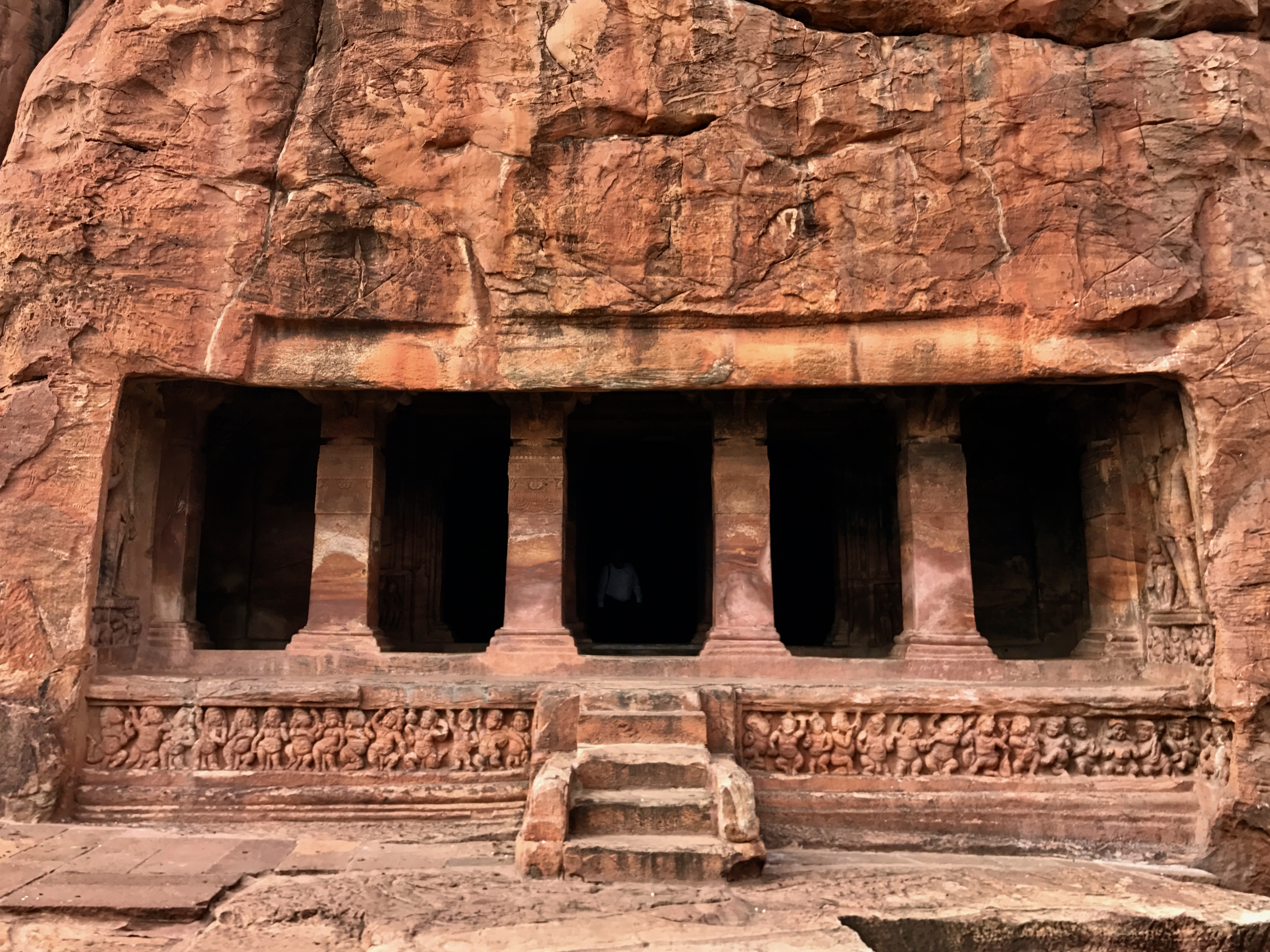
Вход в храм Вишну
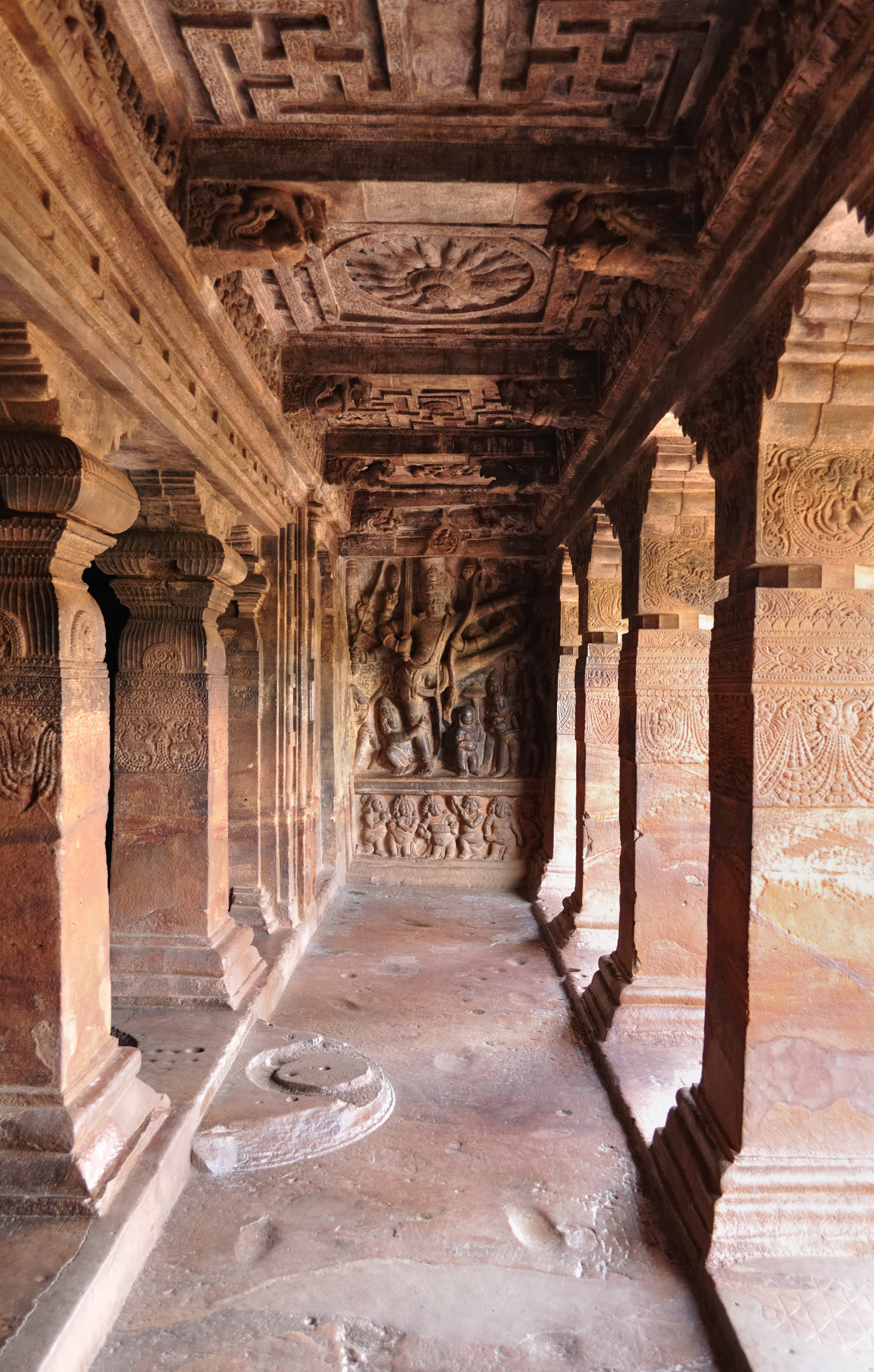
Веранда с видом на Тривикраму
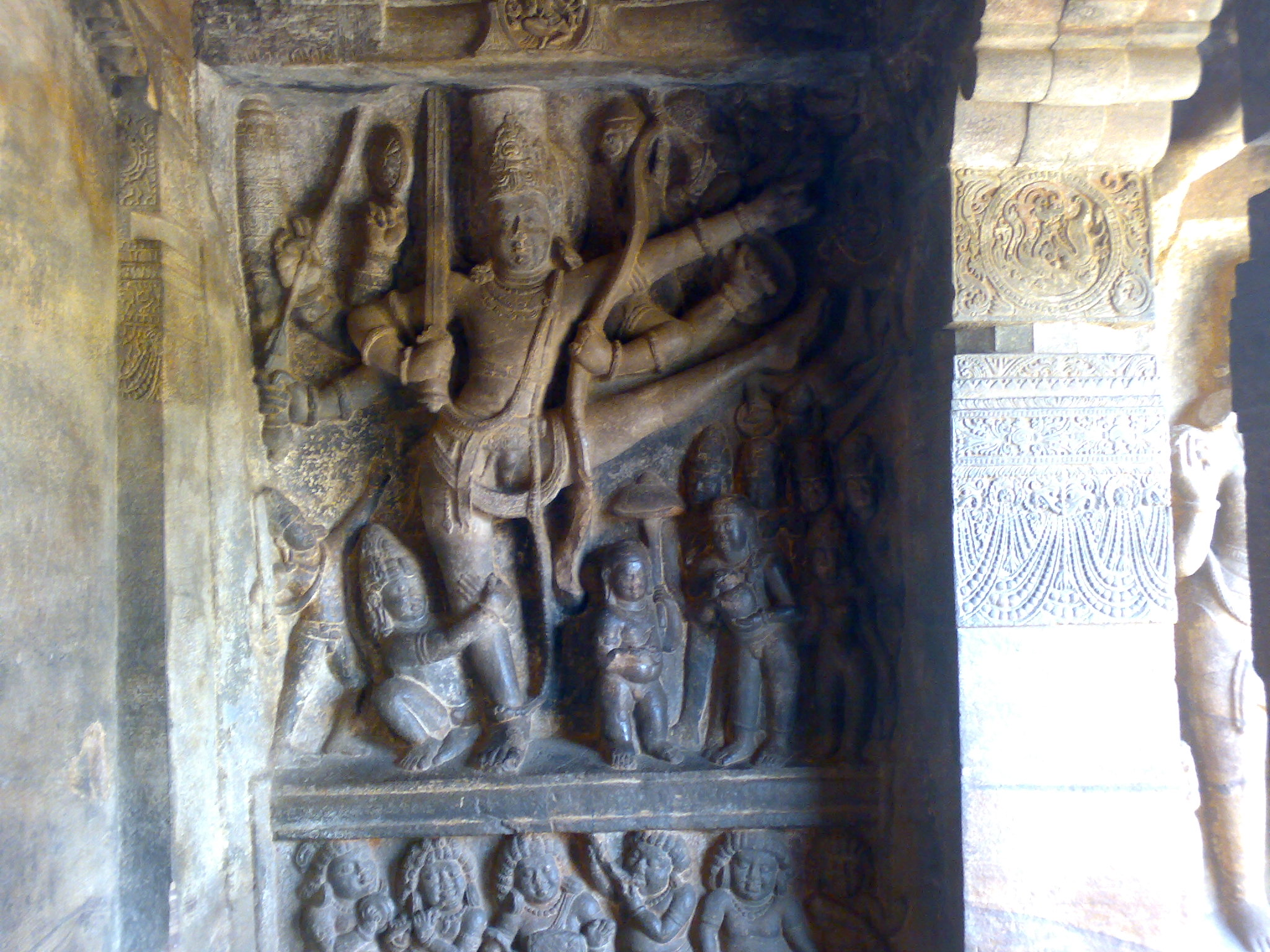
Аватар Вамана охватывает шагами вселенную
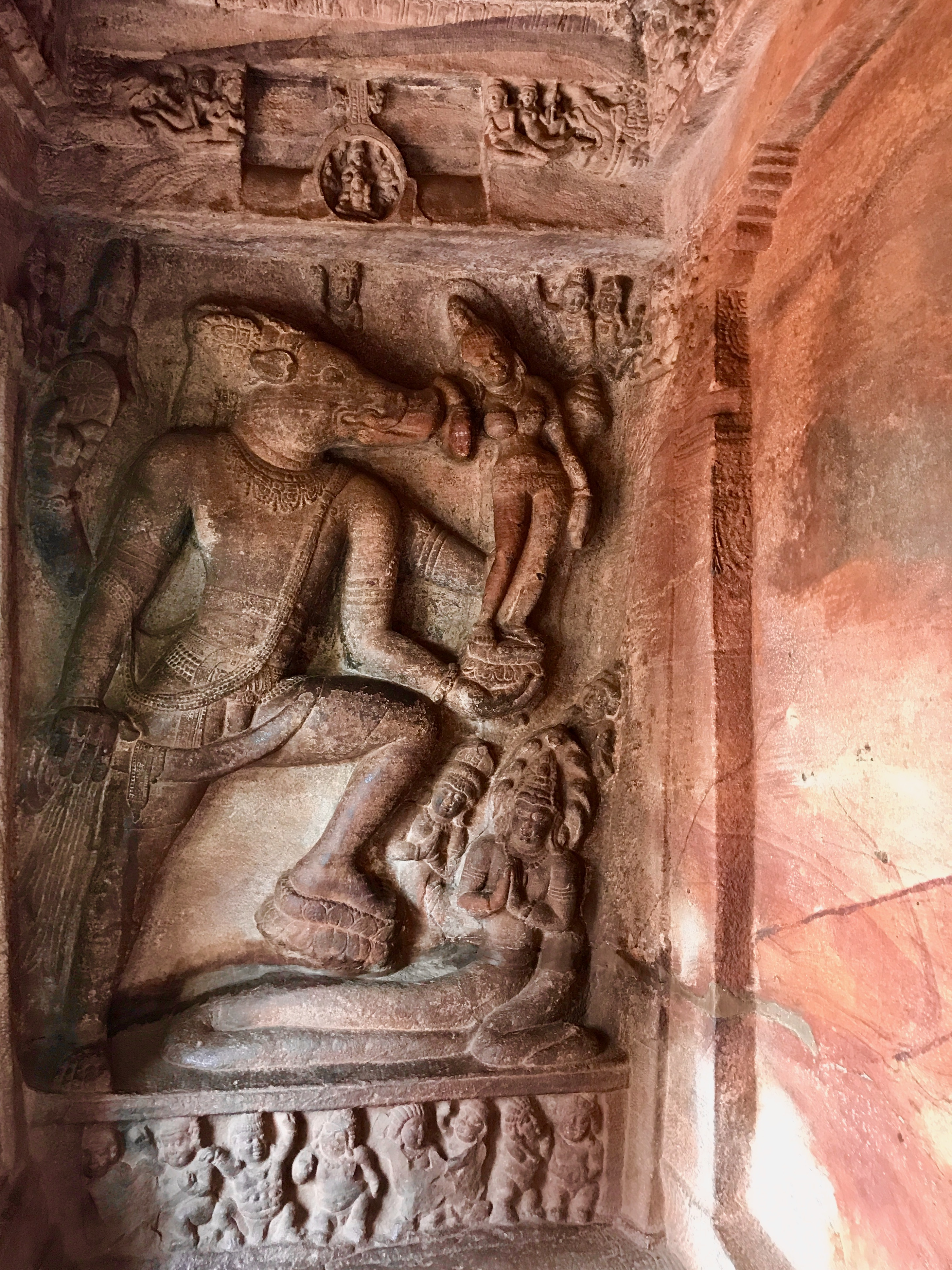
Аватар Вараха с богиней земли (Бху-деви)
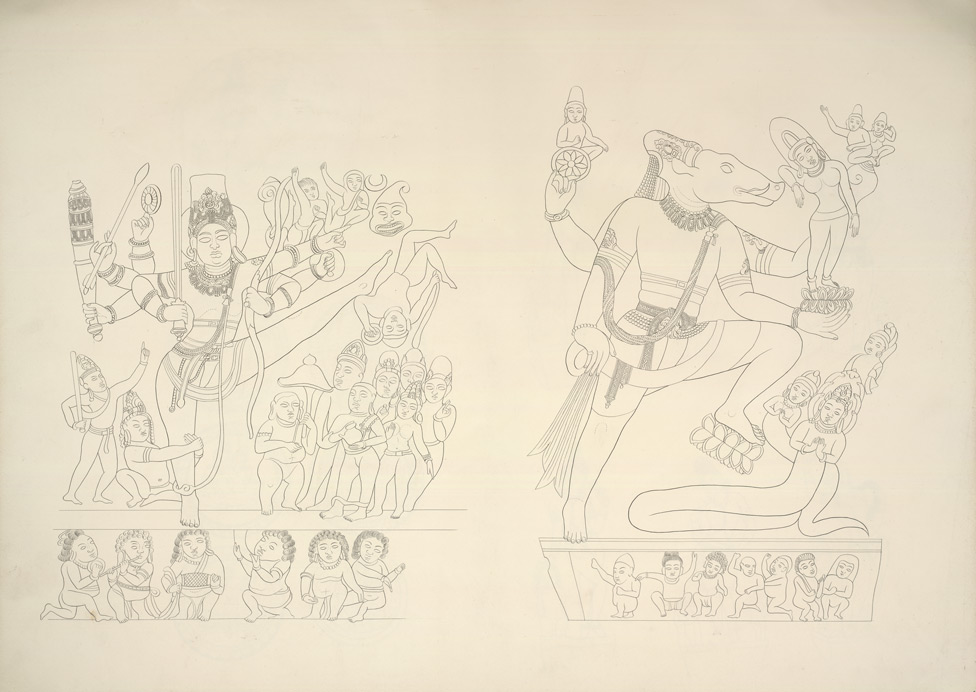
Зарисовки изваяний от 1853 года: Тривикрама и Вараха

Вайшнавская пещера №3
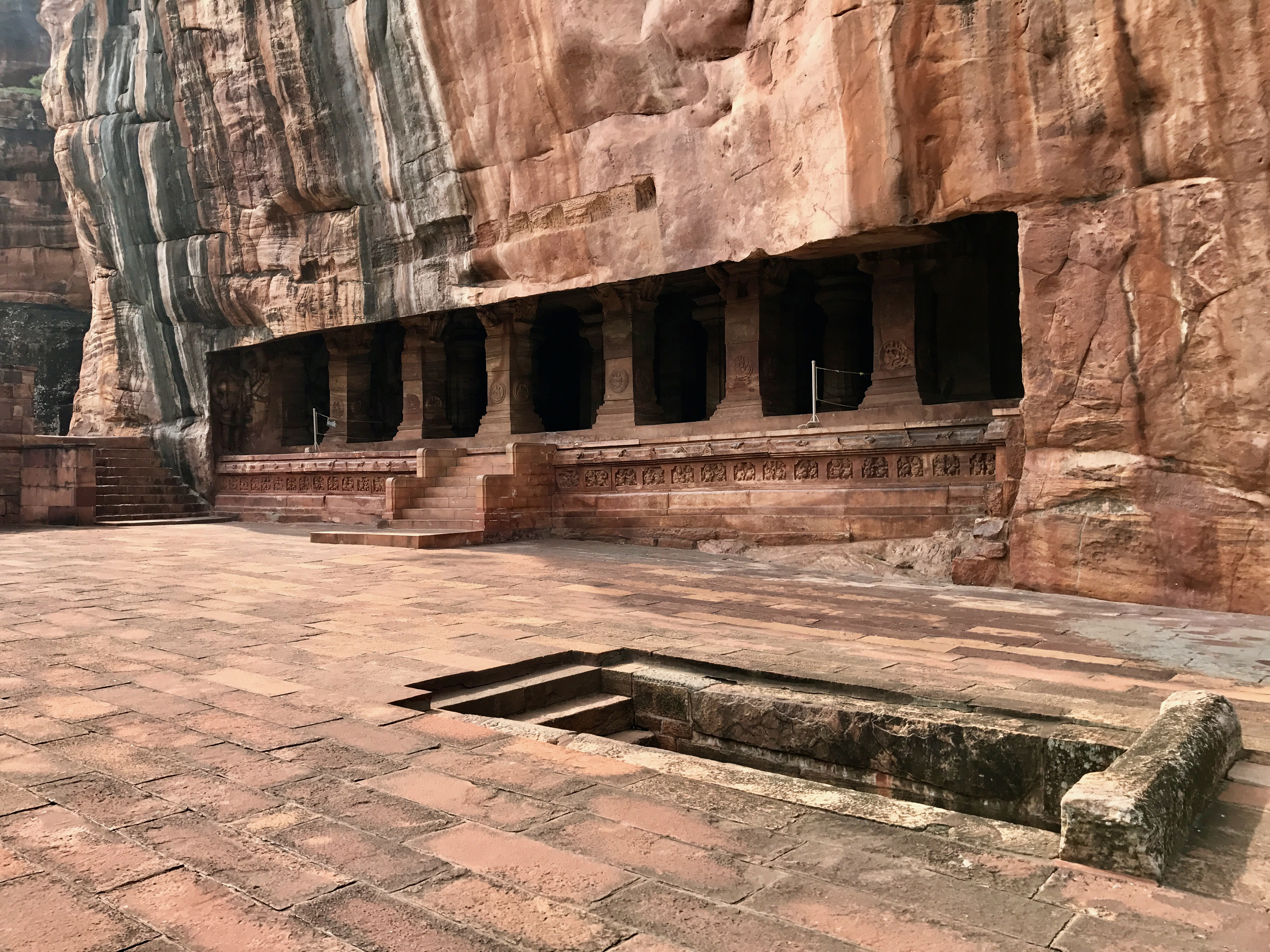
Вход в крупнейший храм Вишну в комплексе Бадами
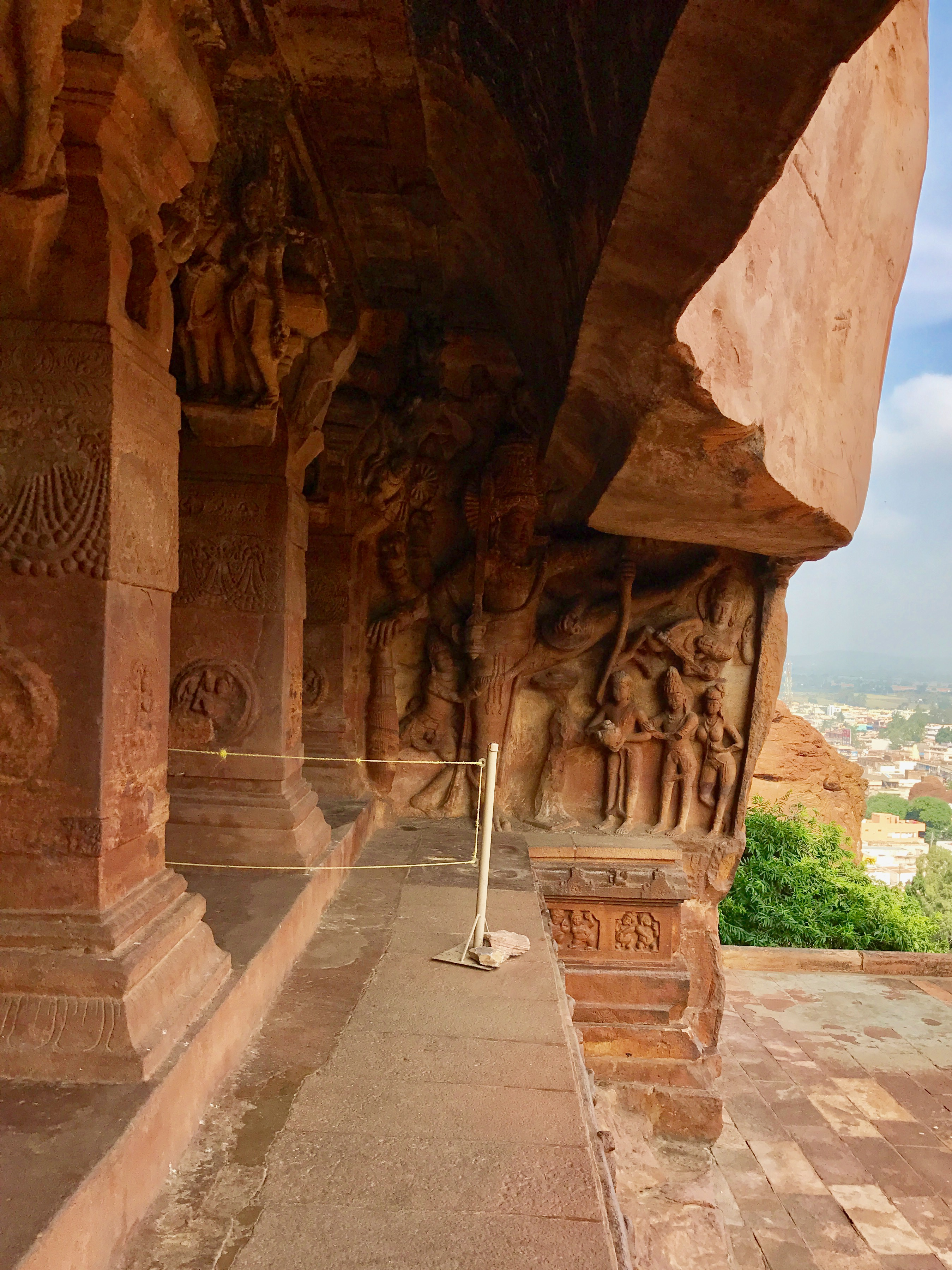
Барельеф Тривикрамы входе в храм
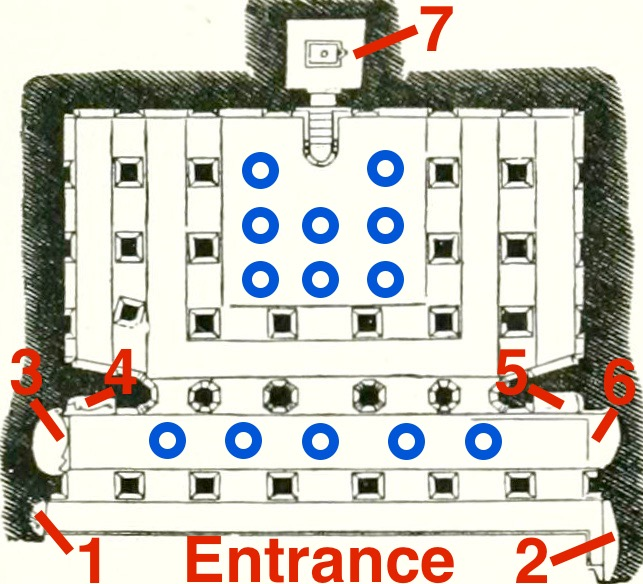
План третьей пещеры
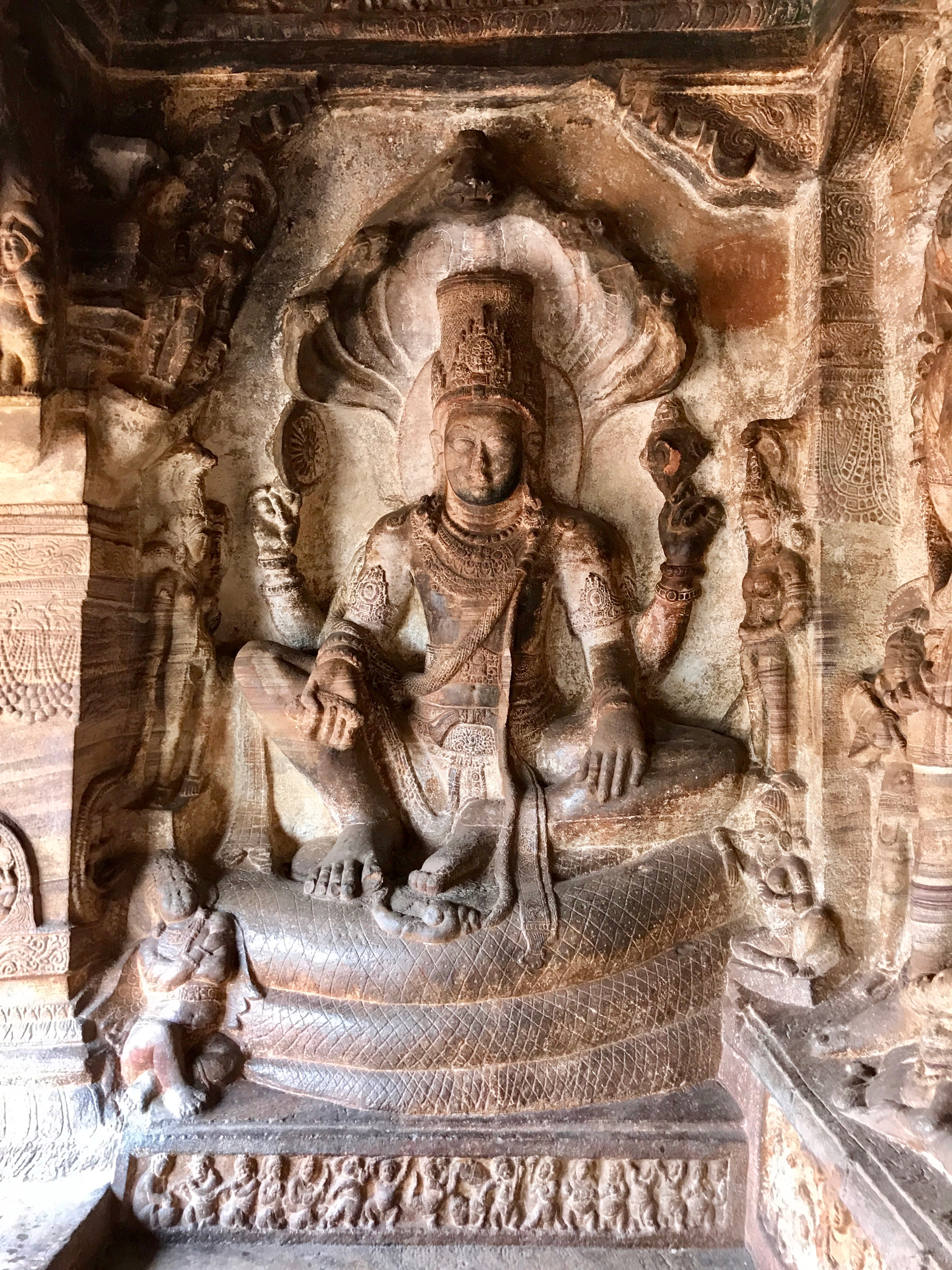
Вишну, сидящий на Ади-Шеше
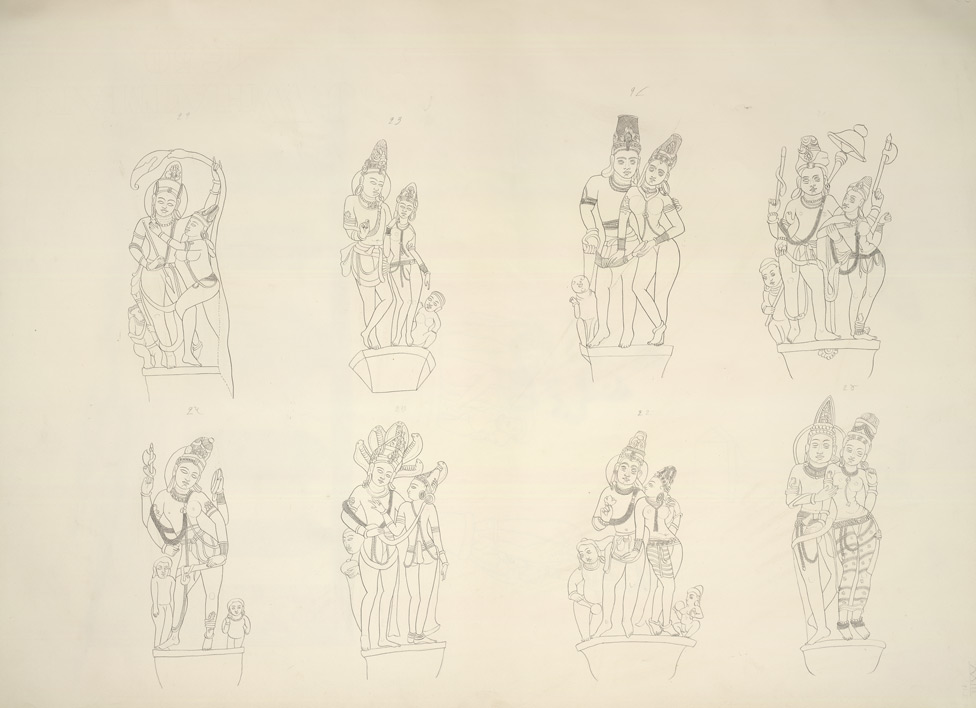
Зарисовки изваяний от 1853 года: парные сцены Вишну и Лакшми

Джайнская пещера №4
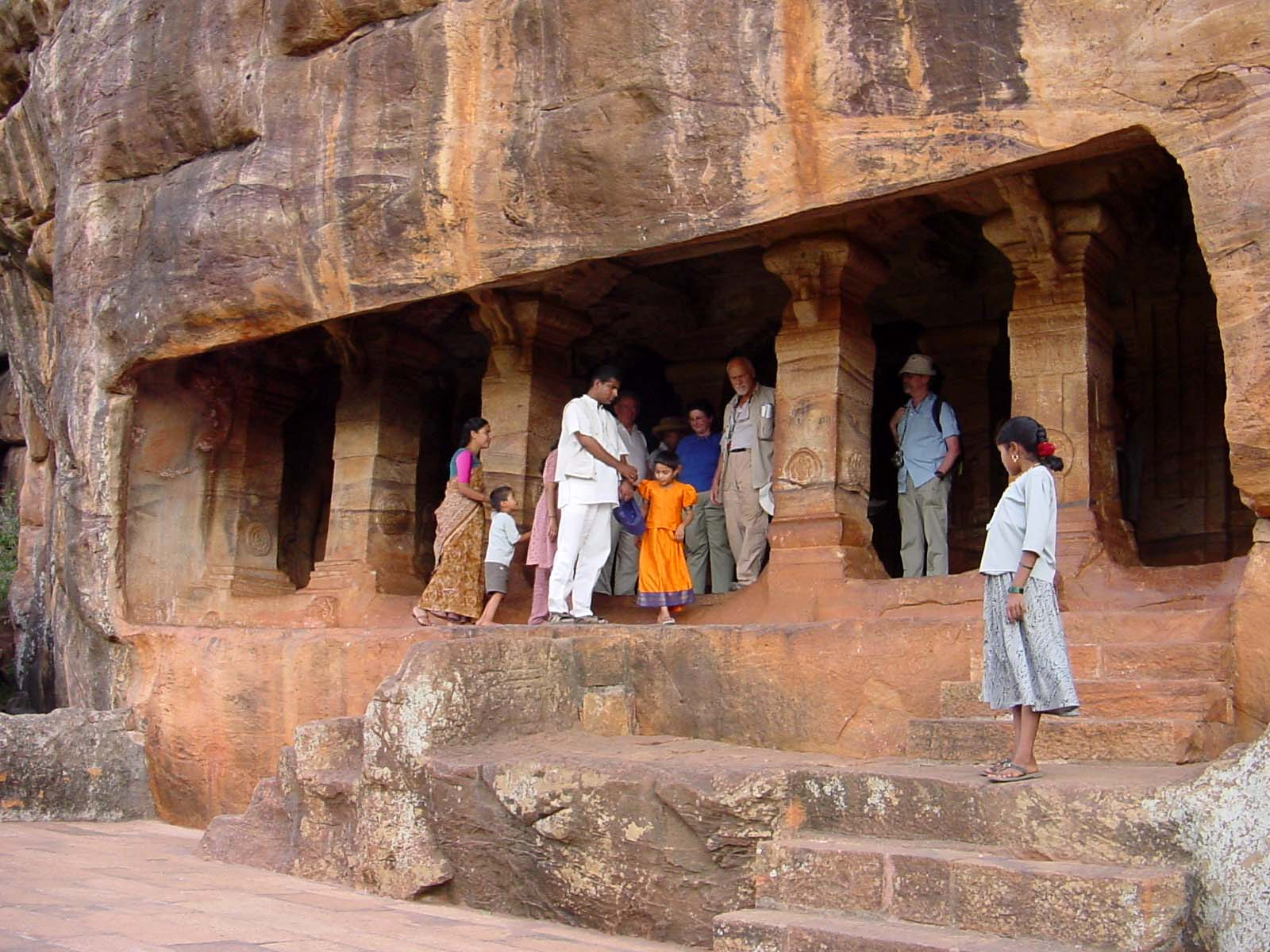
Вход в джайнистский храм
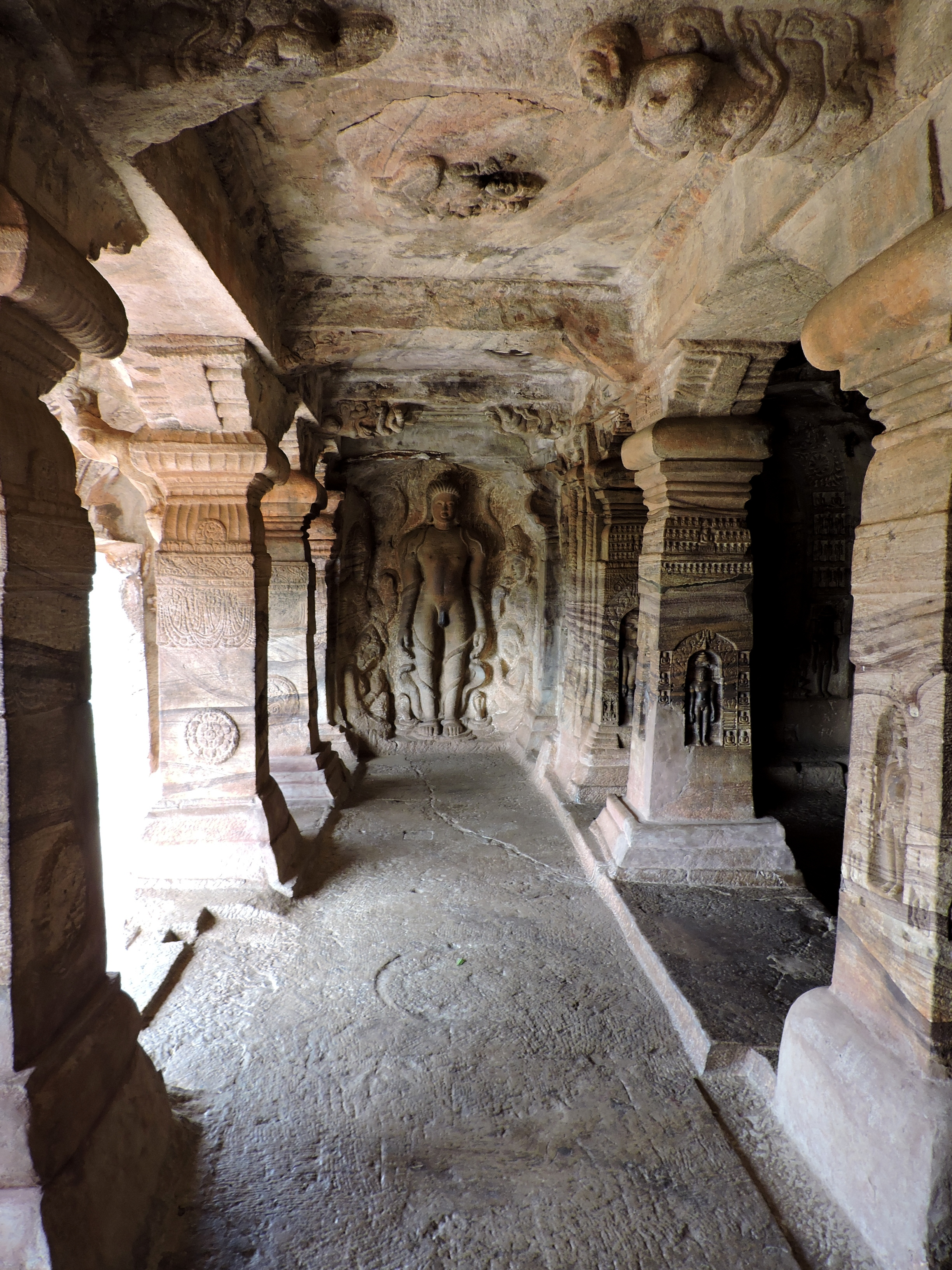
Веранда с видом на Бахубали
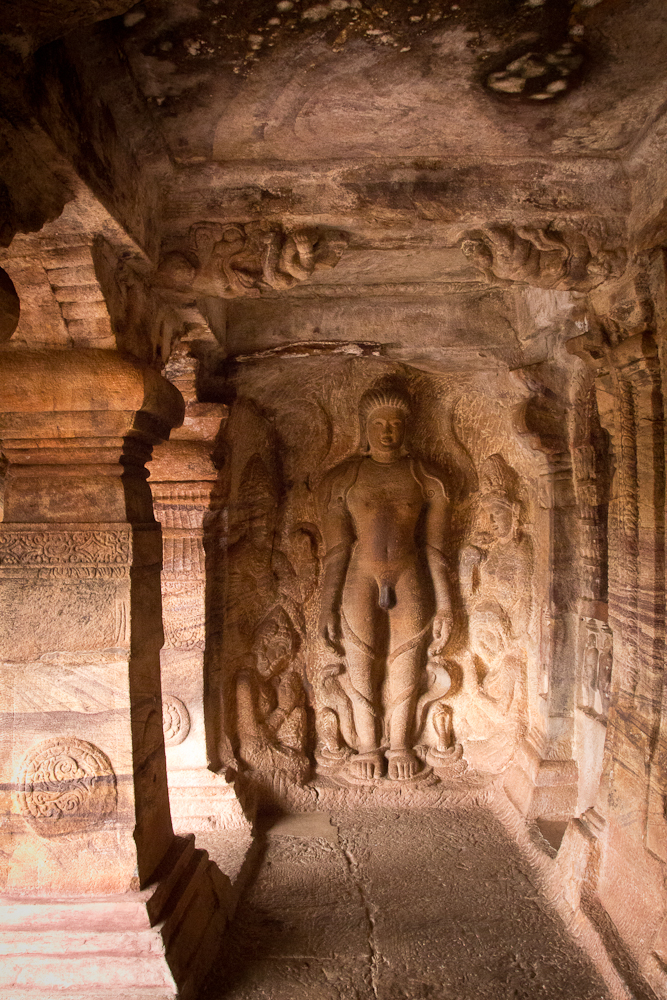
Бахубали крупным планом
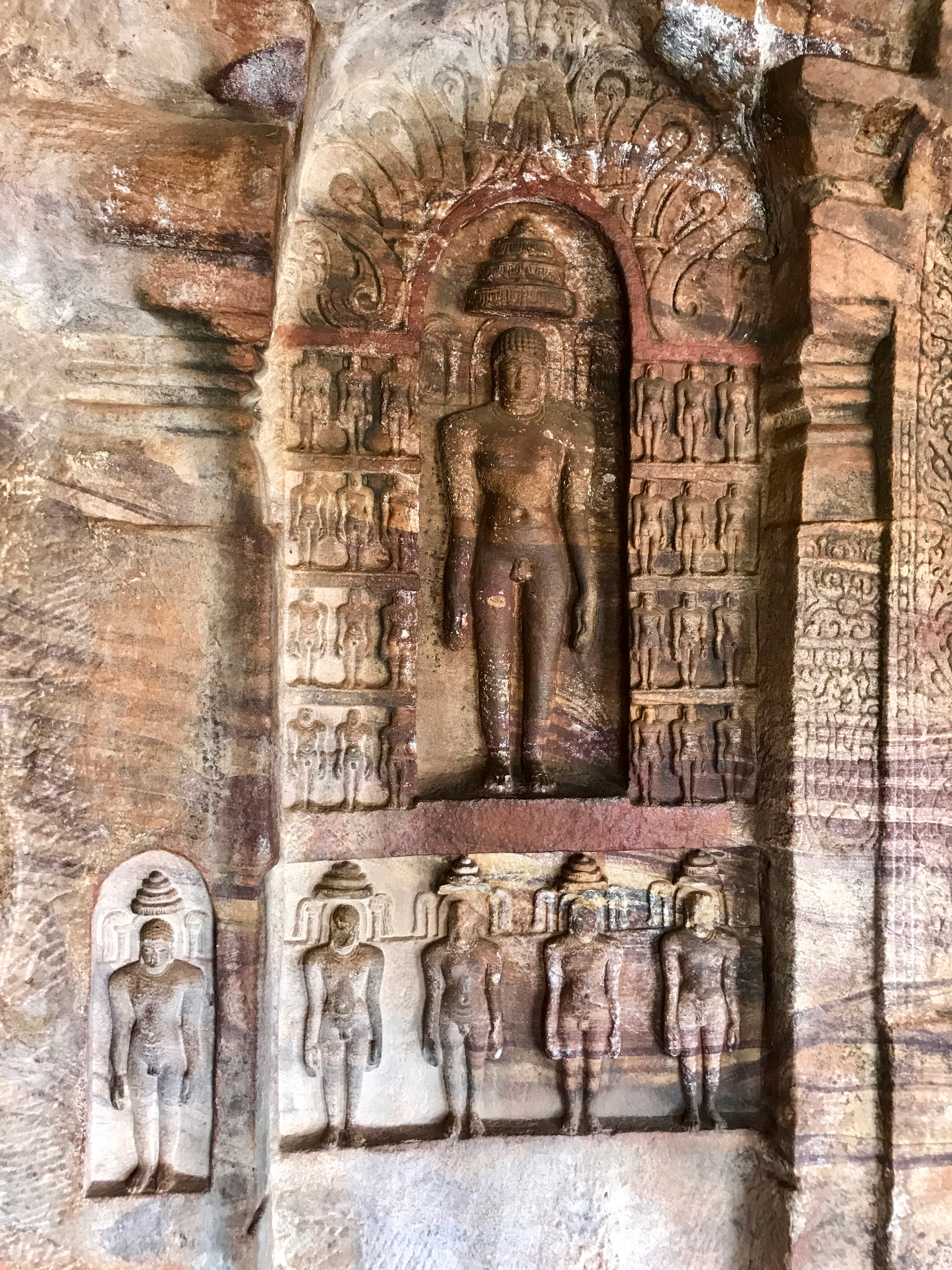
Махавира в окружении 24 тиртханкаров
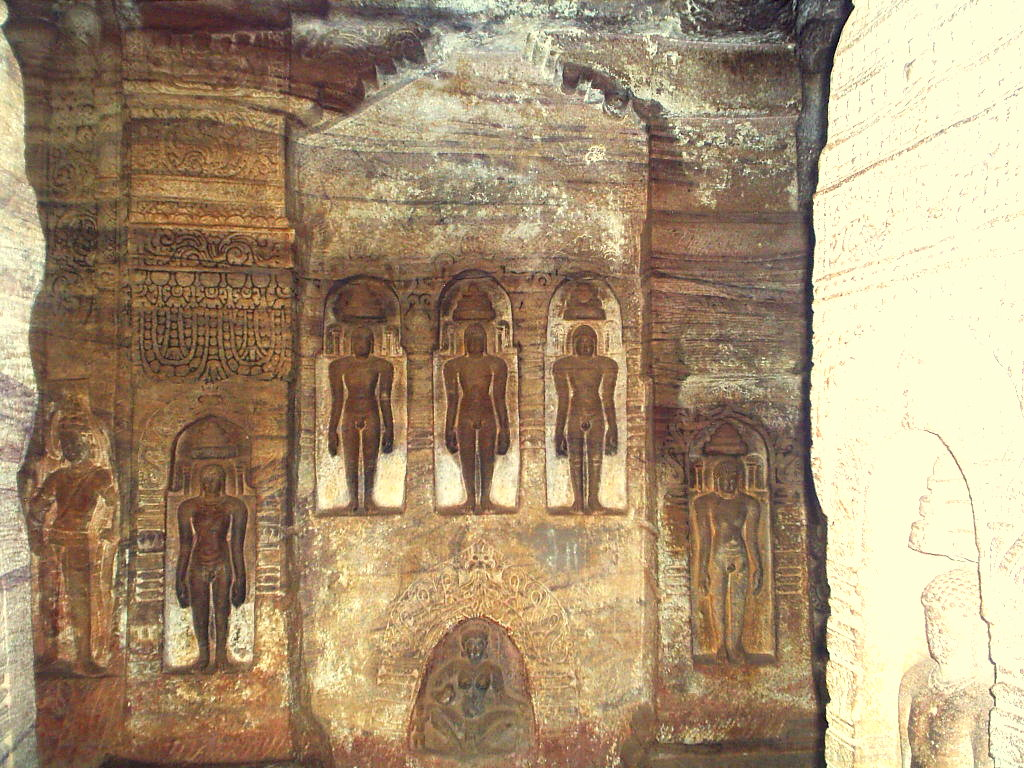
Тиртханкары